# Vingrau
Vingrau  é uma comuna francesa na região administrativa da Occitânia, no departamento de Pirenéus Orientais. Estende-se por uma área de 32,12 km². Em 2010 a comuna tinha 593 habitantes (densidade: 18,5 hab./km²).